# 波科什奇
51°47′11″N 32°57′10″E / 51.78639°N 32.95278°E
波科什奇（烏克蘭語：Покошичі）是位於烏克蘭北部切爾尼希夫州裏諾夫霍羅德-錫韋爾斯基區的村莊，始建於1654年，面積3.93平方公里，海拔高度163米，2024年人口543，人口密度每平方公里240.7人。